# Evencio García Bibiano
Evencio García Bibiano fue un salvavidas profesional de la Zona Federal Marítimo Terrestre y surfista mexicano. Fue de 1978 a 1984 por 6 años consecutivos campeón nacional de surf, al ganar en todos los Torneos celebrados en México desde ese año hasta su 2.º lugar que obtuvo en el Torneo Nacional en Puerto Escondido, Oaxaca en noviembre de 1984. Como salvavidas, se dedicaba a salvar turistas en la Playa Revolcadero, ya que era un muy buen nadador y había ganado el Maratón Guadalupano de Natación del 12 de diciembre de 1984 de las Playas Caleta y Caletilla a la Base Naval, ganándoles a  nadadores profesionales de aguas abiertas. Jamás practicó el surf utilizando “la liga de seguridad”. Evencio fue 1.er Campeón Nacional en la Historia del Surf en México, al ganar el 1.er Torneo Nacional de Surfing organizado en Petacalco, localidad del municipio de La Unión de Isidoro Montes de Oca, Guerrero en diciembre de 1978. Evencio fue el primer mexicano en haber sido invitado a surfear en el Torneo de surf Pipeline Masters, de Hawái, en 1985, evento que ganó el australiano Mark Occhilupo.

## Logros
A lo largo de su carrera, ganó 8 Torneos Estatales en los años 1974, 1981, 1982, 1983 en Zihuatanejo, 1984 y los 3 Torneos Estatales que se realizaron en la Playa Bonfil en 1985 en los meses de junio, julio y noviembre de ese año. Además, ganó los Torneos Locales de julio de 1972 y de mayo de 1984; el Torneo Interestatal celebrado en Puerto Escondido, Oaxaca en abril de 1979 y el Torneo Nacional de Surf en Petacalco, Estado de Guerrero en diciembre de 1978. Logró un 8.º Lugar en el Torneo Internacional celebrado en Ensenada, Baja California en octubre de 1983 y un 2.º lugar que obtuvo en el Torneo Nacional en Puerto Escondido, Oaxaca en noviembre de 1984.

## Desaparición
Durante su participación en el Torneo del Circuito Estatal de Surfing 1985, el día domingo 3 de noviembre, pasó en primeros lugares de sus grupos eliminatorios en la competencia llegando hasta la final del evento. Evencio desapareció cuando faltaba menos de 1 minuto para finalizar el torneo. Ganó ese torneo y el Circuito estatal en 1.er lugar. Su cuerpo nunca fue localizado, a pesar de que desapareció a 15 metros de la orilla de la playa, frente a más de 1,000 personas, y de haber sido buscado a lo largo de 7 días. Se le ha declarado muerto desde el 3 de noviembre de 1985.

## Legado
Actualmente se celebra cada año en la playa Bonfil en Acapulco, el Torneo Internacional de Surfing Evencio García en su honor.